# Sebastian Osterrieder

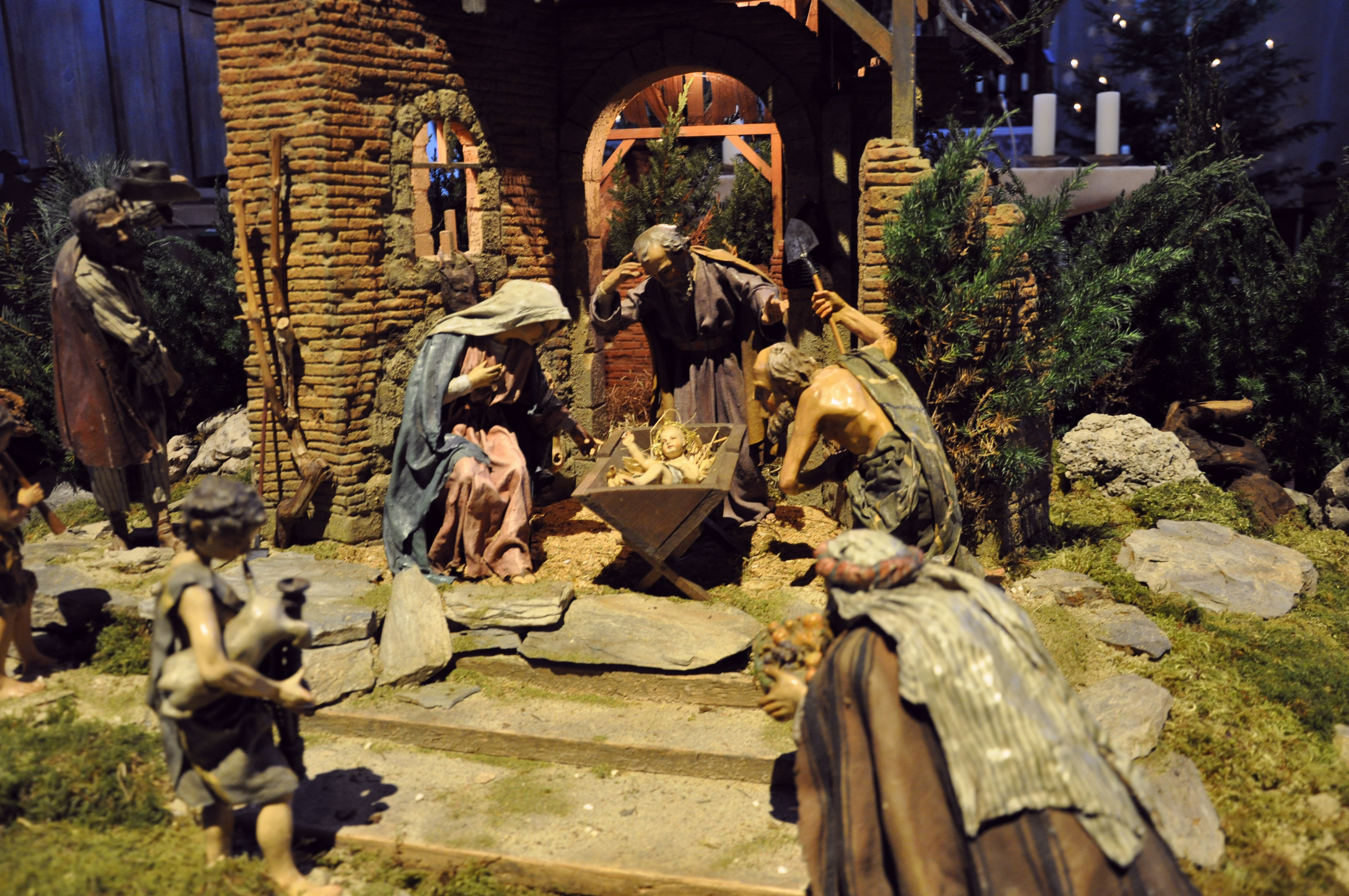
Weihnachtskrippe von Sebastian Osterrieder in der Pfarrkirche St. Martinus in Oberstadion (Alb-Donau-Kreis)

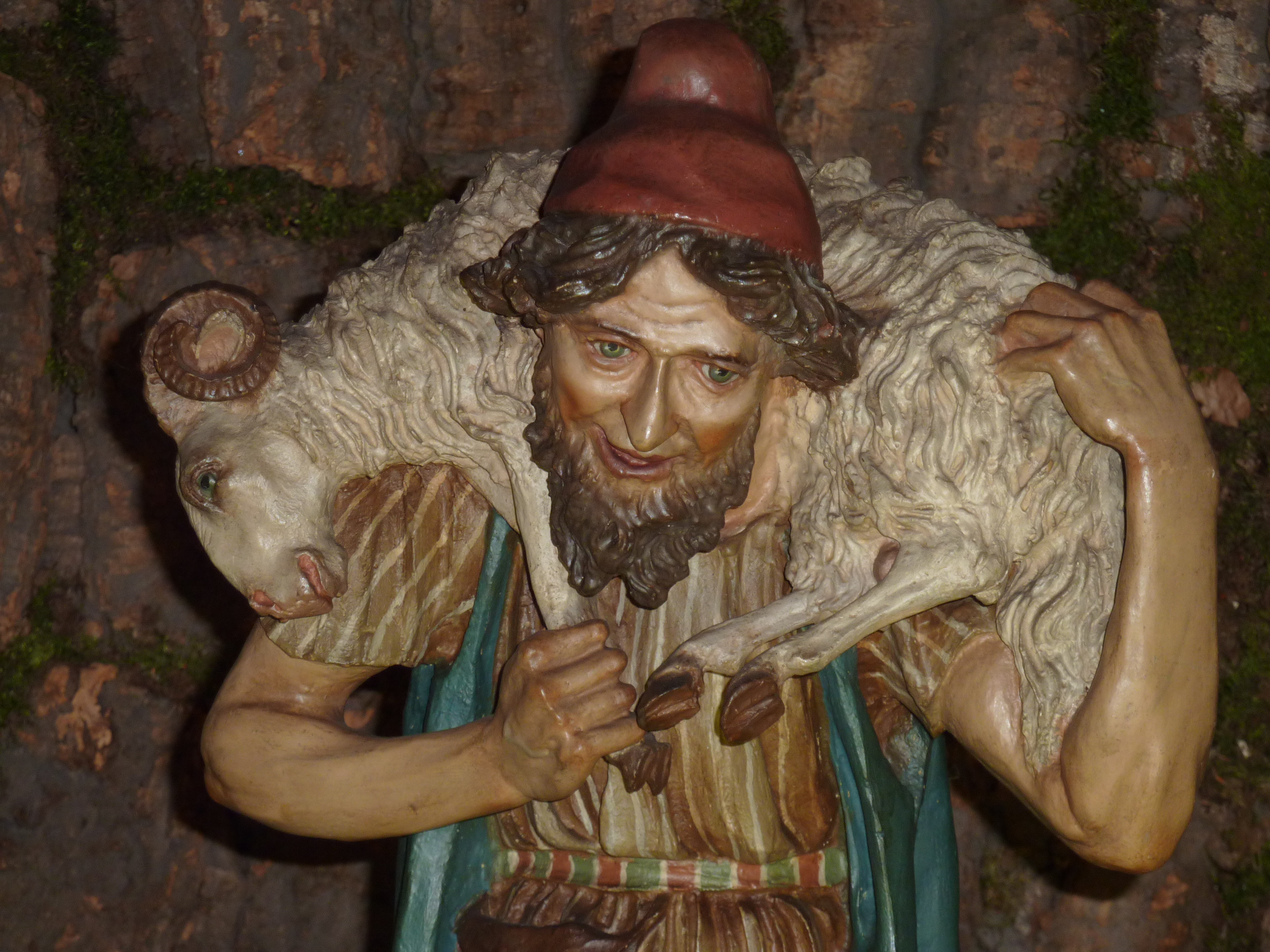
Krippenfigur von Osterrieder

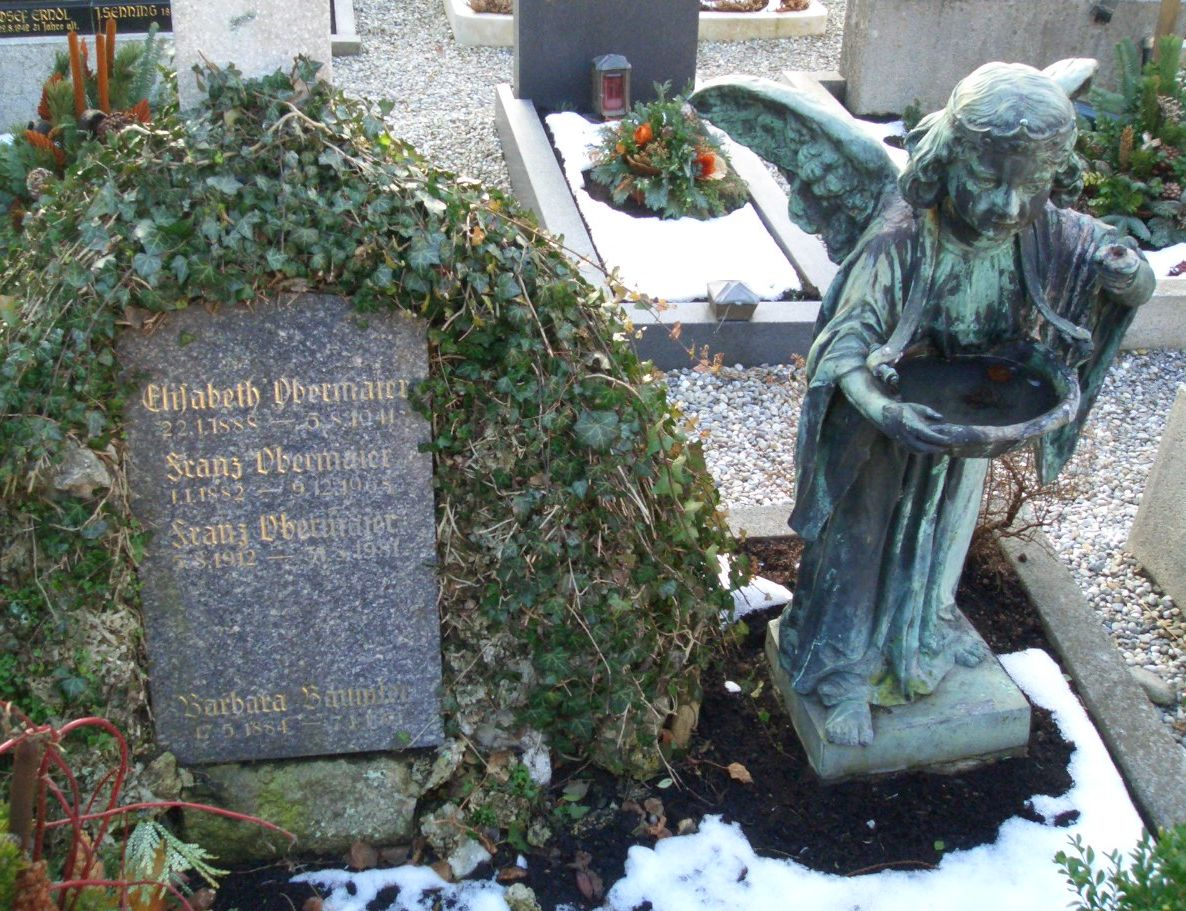
Engel auf Grab Obermaier, in Wasserburg am Inn, 1909

Sebastian Osterrieder (* 19. Januar 1864 in Abensberg; † 5. Juni 1932 in München) war ein deutscher Bildhauer. Er gilt als „der Mann, der die Weihnachtskrippe wieder neu entdeckte und schließlich zur Blüte brachte“.

## Leben
Sebastian Osterrieder war Bäckersohn, und Bruder des Heimatschriftstellers Franz Xaver Osterrieder. Er war schon als Kind von Krippen fasziniert. Er begann zunächst, Figuren aus Brotteig zu kneten, später schnitzte er mit Taschen- und Federmesser. Er bekam Aufträge von Geistlichen und wohlhabenden Bürgern und war schon bald als „Krippenwastl“ bekannt.
Da sein Vater aus gesundheitlichen Gründen kaum mehr arbeiten konnte, musste Sebastian Osterrieder acht Jahre lang die väterliche Bäckerei betreiben.
Kurz nach dem Tod des Vaters 1888 zog er nach München. Er arbeitete zunächst in der Werkstatt von Josef Fischer. Er begann mit 26 Jahren ein Studium an der Akademie der Bildenden Künste in München unter Wilhelm von Rümann. Erzbischof Antonius von Thoma, später Kardinal Michael Faulhaber unterstützten ihn.
Für den 44. Deutschen Katholikentag 1897 in Landshut erhielt Osterrieder den Auftrag, ein Standbild von Papst Leo XIII. anzufertigen. Um dieses möglichst originalgetreu gestalten zu können, reiste er nach Rom, wo Joseph von Kopf sein Lehrmeister wurde. Osterrieder lernte hier die neapolitanische Krippenkunst kennen. Er begann nun eigene Weihnachtskrippen zu modellieren. Seine Krippenfiguren, für die er ein spezielles Fertigungsverfahren entwickelte, waren schnell begehrt. Nachdem namhafte Kunden wie Michael Faulhaber (Krippe heute im Priesterseminar München), Prinzregent Luitpold, Kaiser Wilhelm II. und auch Konrad Adenauer eine Osterrieder-Krippe bestellt hatten, verbreiteten sie sich bis nach Schweden, Mexiko und in die USA.
1904 heiratete Osterrieder die Wasserburger Bäckerstochter Katharina Obermaier. Der stets um eine möglichst naturgetreue Darstellung seiner Figuren bemühte Künstler nahm 1910 an einer Studienreise von Michael Buchberger nach Palästina und Ägypten teil, wo er Land und Leute studierte und u. a. auch die dort lebenden Tiere zeichnete. Er beschränkte sich bei der Gestaltung seiner Krippen nicht auf die Figuren selbst, sondern gestaltete auch die Gebäude und deren Umgebung, um ein „Gesamtkunstwerk“ zu schaffen.
Für den Vertrieb seiner Krippen erstellte er eigene Kataloge und unterhielt in seinem Atelier in München eine ständige Krippenausstellung. Trotz dieser Geschäftstätigkeit sah er sich selbst aber immer als akademischen Künstler.
Bereits hochgeehrt als Ritter des Franz-Joseph-Ordens und versehen mit dem Ehrenkreuz von Jerusalem bekam er von Papst Pius X. die päpstliche Verdienstmedaille Benemerenti für seine Krippenarbeiten im Petersdom und in der Barbarakapelle von Santa Maria dell’Anima in Rom. Sebastian Osterrieder starb 68-jährig nach einem Schlaganfall und wurde auf dem Nordfriedhof in München-Schwabing beigesetzt.

## „Französischer Hartguss“
Während Osterrieder für manche Krippen Figuren als Einzelanfertigung schnitzte, entwickelte er für den Großteil der Krippen ein neues Verfahren zur Serienproduktion, das als Französischer Hartguss bekannt wurde. Dazu schnitzte er seine Figuren (meist in mehreren Teilen) zunächst aus Holz, lackierte sie und versah diese mit einem Gegenstück, so dass dazwischen ein Spalt blieb. Dieser wurde mit Gelatine oder Kautschuk ausgegossen. Die so entstandenen flexiblen Teile wurden dann als eigentliche Gussform verwendet, die oft nur wenige Male oder nur ein einziges Mal verwendbar war. Nach dem Einbringen einer Drahtarmierung wurde die Form mit einer Mischung aus Champagnerkreide, Gips und Hasenleim ausgegossen. Die Rohlinge der Figuren wurden dann zusammengesetzt, bemalt und Textilien darüber drapiert, die mit Hasenleim getränkt waren. Manche der Figuren erhielten außerdem Glasaugen.

## Werke

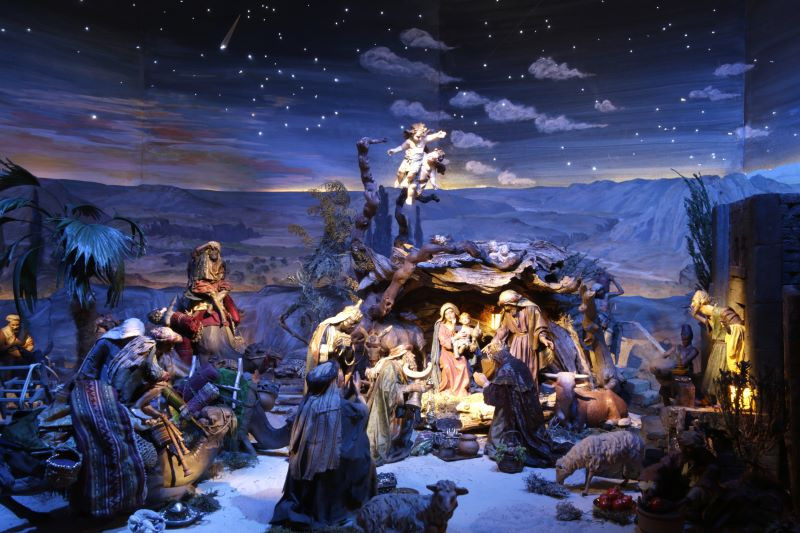
Anbetung der Könige von Sebastian Osterrieder in der Pfarrkirche St. Ursula, München-Schwabing (2023)

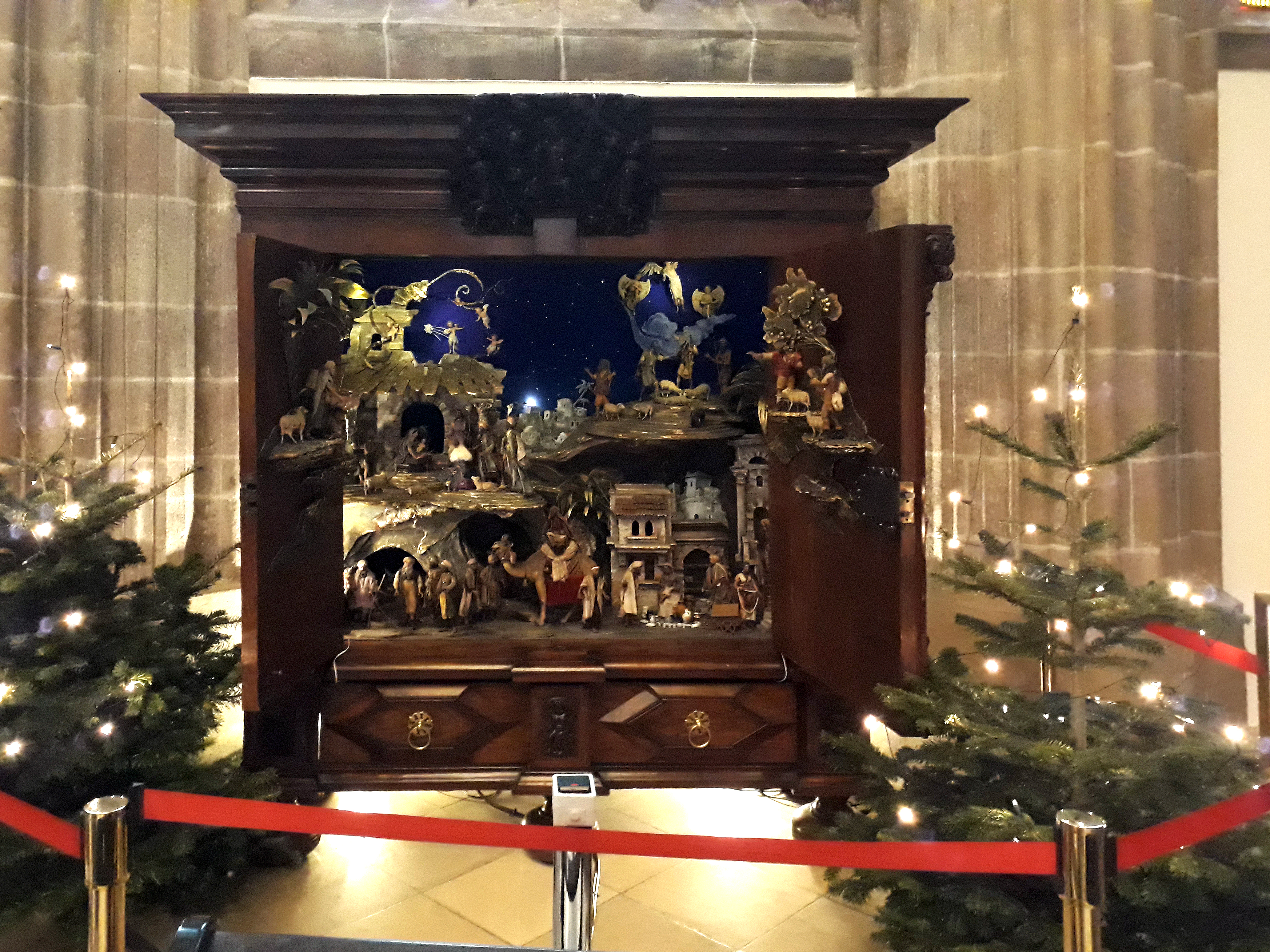
Kastenkrippe in der Pfarrkirche Perchtoldsdorf (2017)

Viele seiner Krippen sind heute verschollen. Originale Osterrieder-Krippe werden noch in Kirchengemeinden in Esslingen am Neckar (Münster St. Paul), Kloster Fürstenfeld(fürstenfeldbruck), Haigerloch (St. Trinitatis), Kempten (Allgäu), Lautlingen (St. Johannes Baptista), Wangen im Allgäu (St. Martin), Weitnau-Wengen, Haldenwang (St. Theodor und Alexander), Bad Wurzach, Ottobeuren, Krumbach, München (St. Peter, St. Ursula, zu den 12 Aposteln Laim, St. Johann Baptist Solln), Biberbach, Herxheim (St. Maria Himmelfahrt), Kloster Scheyern, Kloster Holzen, Genderkingen, St. Josef (Pattendorf), Türkenfeld, Gaimersheim (Mariä Himmelfahrt), Zuchering (St. Blasius), St. Nikolaus (Siegenburg), Freising, Luxemburg und Bonn (St. Maria und Clemens (Schwarzrheindorf)) gezeigt. Gleiches gilt für das Bayerische Nationalmuseum in München. Eine Krippe von Sebastian Osterrieder kaufte der Schauspieler Johannes Heesters. In der Weihnachtszeit wird sie heute in der Pfarrkirche Perchtoldsdorf ausgestellt.
Das größte Schnitzwerk Osterrieders war die 1913 vollendete Domkrippe für den Mariä-Empfängnis-Dom in Linz mit mehr als 40 Figuren aus Lindenholz. Für den Paderborner Dom schuf er eine ähnlich große Krippe.

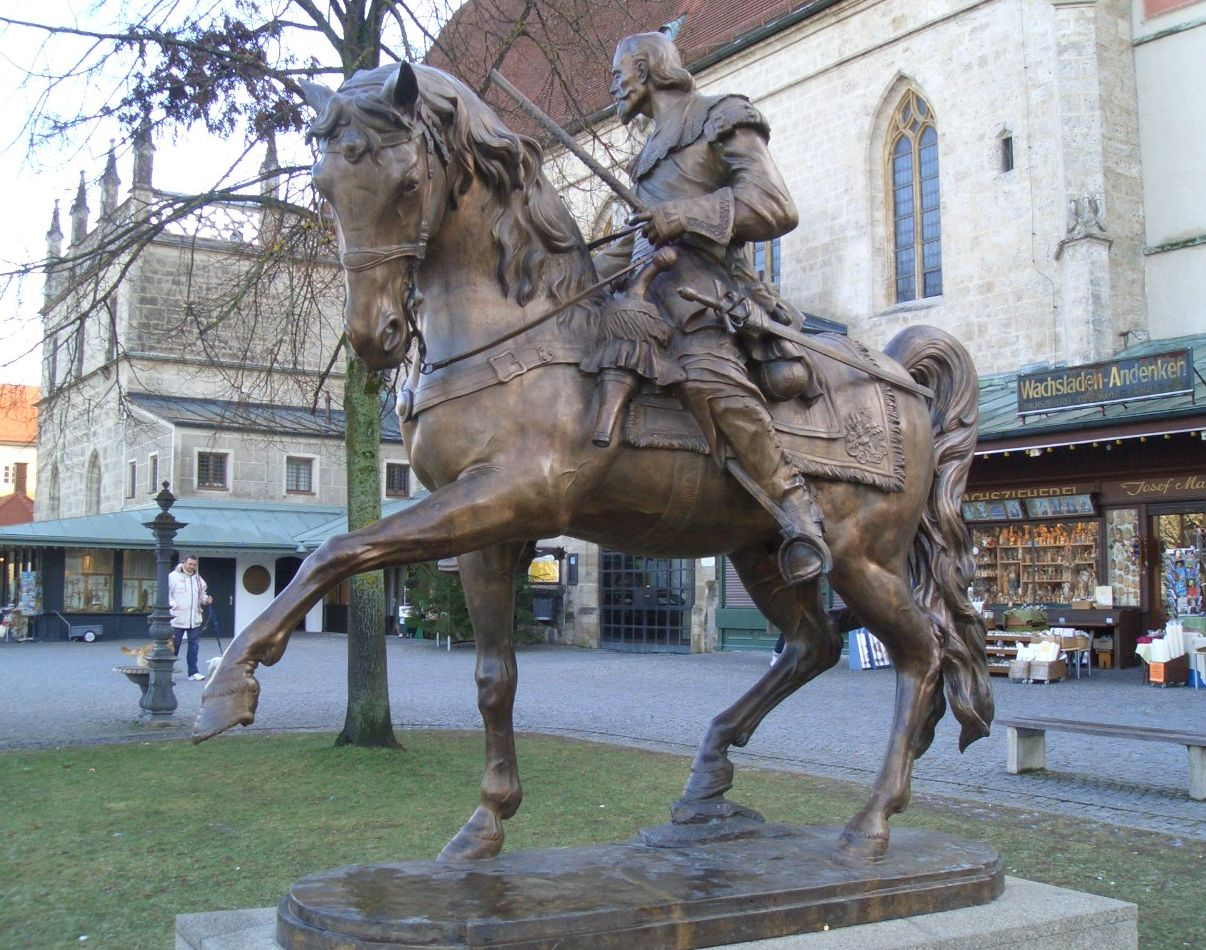
Johann T’Serclaes von Tilly auf dem Kapellplatz in Altötting (Neuguss 2005)

Im Wallfahrtsort Altötting haben sich ebenfalls zahlreiche Skulpturen von Osterrieder erhalten, darunter die Madonna auf dem Dachreiter sowie vier Kolossalstatuen an der Fassade der St.-Anna-Basilika. Auch der Bruder-Konrad-Brunnen neben der Basilika wurde 1930 von Osterrieder gestaltet.
2005 wurde vor der Gnadenkapelle ein von Marienverehrern gestifteter Neuguss eines Reiterstandbildes für Johann T’Serclaes von Tilly aufgestellt, das Osterrieder schon vor dem Ersten Weltkrieg modelliert hatte. Wegen Tillys Rolle im Dreißigjährigen Krieg (Schlächter von Magdeburg) sorgt dies allerdings bis heute für reichlich Unfrieden.
Er gestaltete die Altäre der 1903 geweihten Pfarrkirche St. Vitus in Weichering. Für eine Nische am Chor der Pfarrkirche St. Michael in Bayerdilling, einem Stadtteil von Rain am Lech, schuf Osterrieder 1910 eine überlebensgroße Pietà in Steinguss, die erhalten ist. Ein Heiliges Grab schuf er für die Pfarrkirche St. Ambrosius in Hergensweiler. In Niederumelsdorf (Ortsteil von Siegenburg) steht sein sogenanntes Deutschmeister-Denkmal zum Gedächtnis an die 1809 in der Schlacht bei Abensberg Gefallenen des K. und K. Infanterieregiments Hoch- und Deutschmeister Nr. 4 (mit dem Gekreuzigten als Bronzeguss auf einem Holzkreuz), erstellt 1911.
Neben religiösen Figuren und Denkmälern gestaltete Osterrieder ab 1911 auch dreidimensionale Schaubilder (Dioramen) für das Deutsche Museum in München, wie etwa die Darstellung einer Kamelkarawane bei der Rast (Warentransport durch Kamelkarawanen im Orient), die heute nicht mehr im Bestand des Museums ist. Zur Vorbereitung unternahm Osterrieder – mit finanzieller Unterstützung des Deutschen Museums – eine Reise in den Orient.
Das Stadtmuseum Abensberg verwahrt einen Großteil des Nachlasses Osterrieders als Dauerleihgabe und zeigt in der Dauerausstellung zwei Krippen, eine davon die sogenannte „Kaiserkrippe“, die nach mündlicher Überlieferung im Besitz von Kaiser Wilhelm II. gewesen sein soll. Des Weiteren sind Osterrieders Werkzeuge zur Herstellung der Krippenfiguren und seine Auszeichnungen zu sehen. Anlässlich seines 150. Geburtstages zeigte das Museum vom 12. November 2014 bis zum 2. Februar 2015 eine Sonderausstellung. Im Dezember 2023 wurde die Kaiserkrippe an die Stiftung Preußische Schlösser und Gärten Berlin-Brandenburg in Potsdam verliehen und am historischen Standort im Grottensaal des Neuen Palais aufgestellt, wo sie bis zum 6. Januar 2024 zu sehen sein sollte. Zukünftig soll die Kaiserkrippe im Grottensaal durch eine fotografische Theaterkulisse nachgebildet werden.